# Gante-Wevelgem 1950
La Gante-Wevelgem 1950 fue la 12.ª edición de la carrera ciclista Gante-Wevelgem y se disputó el 26 de marzo de 1950 sobre una distancia de 255 km.  
El belga Briek Schotte (Alcyon-Dunlop) ganó en la prueba al imponerse en solitario en la línea de meta. Sus compatriotas Albert Decin y André Declercq fueron segundo y tercero respectivamente.  

## Clasificación final
| Posición | Ciclista          | Equipo             | Tiempo    |
| -------- | ----------------- | ------------------ | --------- |
| 1        | Briek Schotte     | Alcyon-Dunlop      | 6h 44'00" |
| 2        | Albert Decin      | Alcyon-Dunlop      | a 2'46"   |
| 3        | André Declercq    | Terrot-Wolber      | m.t.      |
| 4        | Marcel Ryckaert   | -                  | m.t.      |
| 5        | Emmanuel Thoma    | Terrot-Wolber      | m.t.      |
| 6        | Édouard Klabinski | Mercier-Hutchinson | m.t.      |
| 7        | André Pieters     | Ryssel             | a m.t.    |
| 8        | Joseph Van Stayen | -                  | m.t.      |
| 9        | Roger Decock      | Bertin-Wolber      | m.t.      |
| 10       | Roger Desmet      | Terrot-Hutchinson  | m.t.      |